# Ornithogalum esterhuyseniae
Ornithogalum esterhuyseniae är en sparrisväxtart som beskrevs av Anna Amelia Obermeyer. Ornithogalum esterhuyseniae ingår i släktet stjärnlökar, och familjen sparrisväxter. Inga underarter finns listade i Catalogue of Life.